# Великий Куртал
Великий Курта́л (рос. Большой Куртал) — присілок у складі Сладковського району Тюменської області, Росія.
Населення — 55 осіб (2010, 112 у 2002).
Національний склад станом на 2002 рік:
- росіяни — 86 %